# Paul Samanos
 (novembre 2019).
Pour les articles homonymes, voir Samanos.
Paul Samanos, né le 27 janvier 1968 à Charenton-le-Pont, est un auteur de bandes dessinées.

## Biographie
Paul Samanos est issu d'une famille d'artistes, avec un père artiste peintre et une mère sculptrice et décoratrice. Il grandit en Vendée où il devient tétraplégique à la suite d'un grave accident de rugby, à l'âge de 16 ans. Il rejoint un centre de rééducation fonctionnelle à Rennes et obtient son baccalauréat.
Aidé par ses parents et bénéficiant du soutien de l’Institut d'éducation motrice de l’Association des paralysés de France (APF), il s'installe à Bordeaux et obtient un diplôme de l'Institut d'Études Politiques (IEP). Durant une quinzaine d'années, il effectue une carrière en tant que rédacteur dans la publicité et autres agences de communication, et continue dans la presse de collectivité pour être plus proche de ses valeurs,. Depuis 2015, il se consacre principalement au dessin.
Dans les années 1990, Paul Samanos s'investit davantage dans le dessin. Avec un ordinateur de cette époque, il réalise deux albums de bande dessinée humoristiques ayant pour thème le handicap,.
Son premier album, Fauteuils en état de siège, reçoit le Prix spécial du jury Handi-Livres en 2010 et 2018,. En 2011, le professionnel de l'aide sociale à l'enfance, Jacques Trémintin rédige une critique sur la pertinence de l'ouvrage,.
Son deuxième album, Le Charme discret des petites roues, s'appuie sur le même personnage en fauteuil pour tirer des scènes de la vie quotidienne un matériau amusant, jouant sur l'absurdité des situations mais offrant également au lecteur des pistes de réflexion et un témoignage bien réel,.
Pour la Journée mondiale de la mobilité et de l'accessibilité des personnes handicapées en 2018, Paul Samanos fait part de son quotidien qui représente sa source d'inspiration de ses livres sur le Journal de 13 heures de TF1 présenté par le journaliste Jacques Legros.

## Publications
- Paul Samanos et Svart (couleurs), Fauteuils en état de siège, Saint-Avertin (Indre-et-Loire), Éd. La Boîte à bulles, coll. « Contre-pied », 2009, 56 p., 22 × 17 cm (ISBN 978-2-84953-078-8, OCLC 470960383, BNF 41475784, SUDOC 136436498, présentation en ligne)
- Paul Samanos, Le charme discret des petites roues, Rezé (Loire-Atlantique), Éditions d'un monde à l'autre, 2018, 112 p., 22 × 17 cm (ISBN 978-2-918215-31-8 et 2-918215-31-7, OCLC 1043695969, BNF 45487743, SUDOC 22882687X, présentation en ligne)

Collectifs
- Élisabeth Zucman (dir.) (préf. Michel Billé, Christian Gallopin et José Polard, Avec la participation de Benoit Beuselinck, Michel Billé, Carole Bouleuc, Nathalie Clement-Hryniewicz, Françoise De Barbot, André Grimaldi, Fabien Juan, Jean Louis Lejonc, Eléna Paillaud, Sylvie Pantaleon, Gérard Ponsot, Paul Samanos et Brigitte Savelli), Prendre soin de ceux qui ne guériront pas : la médecine questionnée par l'incurabilité et la fin de vie, Mercuès (Lot), Éditions Erès, coll. « L'âge et la vie, prendre soin des personnes âgées et des autres », 2016, 358 p., 11 × 17 cm (ISBN 978-2-7492-4992-6, BNF 44496091, présentation en ligne)

## Prix
- 1997 : Prix du Jury, Biarritz Mouvement Français pour la Qualité (Gilles Pujol, La Corde RC1) ;
- 1998 : Prix FIHMAC[12] ;
- 2010 : Fauteuils en état de siège, Prix spécial du jury Handi-Livres[12],[13] ;
- 2018 : Le Charme discret des petites roues, Prix spécial du jury Handi-Livres[14],[15].